# Acyrthosiphon
Genre
Acyrthosiphon est un genre d'insectes de l'ordre des hémiptères (les hémiptères sont caractérisés par leurs deux paires d'ailes dont l'une, en partie cornée, est transformée en hémiélytre), de la famille des Aphididae.

## Description
La taille des espèces présentes en Europe est comprise entre 1,5 mm pour les plus petits spécimens (A. malvae) et 4,4 mm pour les plus grands (A. euphorbiae). Le corps est souvent de couleur pâle et présente une fine couche cireuse recouvrant la totalité de ce dernier. La tête présente des tubercules frontaux relativement développés, en forme de U à bords divergents. Le tubercule médian est peu ou pas développé. Les antennes sont longues, les femelles aptères présentent quelques petites rhinaries, les femelles ailées ont des rhinaries dites secondaires, plus développées que celles des aptères, sur l’article III des antennes. Les mâles, qui peuvent être aptères ou ailés, vont porter des rhinaries sur les articles III et V seulement, ou sur les articles III, IV et V. Les soies parsemant la partie dorsale du corps et les antennes sont relativement courtes. Les cornicules sont longues et généralement claires tout comme la cauda qui est de forme digitée. 
On retrouve environ 80 espèces du genre Acyrthosiphon dans le monde. Un grand nombre de ces espèces se rencontre dans la zone paléarctique. Ces espèces fréquentent principalement les plantes de la famille des Fabaceae mais on peut rencontrer des espèces sur des plantes de la famille des Rosaceae, des Euphorbiaceae et des Asteraceae. Lorsqu’ils sont dérangés, ces pucerons se laissent tomber à terre, c’est le phénomène de thanatose.

## Liste de sous-genres et espèces rencontrés en Europe
Selon Fauna Europaea (08 décembre 2017) :
- Acyrthosiphon (Acyrthosiphon)
  - Acyrthosiphon auctum (Walker, 1849)
  - Acyrthosiphon auriculae Martin, 1981
  - Acyrthosiphon bidentis Eastop, 1953
  - Acyrthosiphon boreale Hille Ris Lambers, 1952
  - Acyrthosiphon brachysiphon Hille Ris Lambers, 1952
  - Acyrthosiphon brevicorne Hille Ris Lambers, 1960
  - Acyrthosiphon calvulum Ossiannilsson 1958
  - Acyrthosiphon caraganae Hille Ris Lambers, 1947
  - Acyrthosiphon corsicae G. Remaudière & Leclant, 2000
  - Acyrthosiphon cyparissiae (Koch, 1855)
  - Acyrthosiphon daphidnis Ilharco, 1996
  - Acyrthosiphon echinospartii Nieto, Nafria & Mier Durante, 1987
  - Acyrthosiphon ericetorum Hille Ris Lambers, 1959
  - Acyrthosiphon euphorbiae Börner, 1940
  - Acyrthosiphon genistae Mordvilko, 1914
  - Acyrthosiphon gossypii Mordvilko, 1914
  - Acyrthosiphon ignotum Mordvilko, 1914
  - Acyrthosiphon knechteli (Börner, 1950)
  - Acyrthosiphon kondoi Shinji, 1938
  - Acyrthosiphon lactucae (Passerini, 1860)
  - Acyrthosiphon loti (Theobald, 1913)
  - Acyrthosiphon malvae (Mosley, 1841)
  - Acyrthosiphon matilei Remaudière & Leclant 2000
  - Acyrthosiphon mordvilkoi Nevsky, 1928
  - Acyrthosiphon navozovi Mordvilko, 1914
  - Acyrthosiphon nigripes Hille Ris Lambers, 1935
  - Acyrthosiphon norvegicum Mordvilko, 1914
  - Acyrthosiphon parvum Börner, 1950
  - Acyrthosiphon pisum (Harris, 1776) — puceron du pois.
  - Acyrthosiphon porrifolii (Börner, 1950)
  - Acyrthosiphon primulae (Theobald, 1913)
  - Acyrthosiphon scariolae Nevsky, 1929
  - Acyrthosiphon supranubius Carnero Hernández & Nieto Nafría, 1995
  - Acyrthosiphon svalbardicum Heikinheimo, 1968
  - Acyrthosiphon thracicum Tashev, 1962
- Acyrthosiphon (Liporrhinus)
  - Acyrthosiphon chelidonii (Kaltenbach, 1843)
- Acyrthosiphon (Xanthomyzus)
  - Acyrthosiphon lambersi Leclant & G. Remaudière, 1974